# Сириус (пароход)
«Сириус»(англ. SS Sirius) — пассажирский колёсный пароход, построенный в 1837 году в Шотландии.
Первый пароход, пересёкший Атлантический океан без помощи парусов. Дорога из Корка в Нью-Йорк заняла у «Сириуса» 18 дней и 10 часов. «Сириус» всего на несколько часов опередил конкурента — пароход «Грейт Вестерн», который ушёл в море на четыре дня позже.

## Постройка
Строился на верфи шотландского города Лит по заказу ирландского судовладельца из Корка — Джеймса Била (вероятно владелец Сент Джордж Стим Пакет Компани). Предназначался для перевозок грузов и пассажиров через Ла-Манш.

## Эксплуатация
Зафрахтован американцем Джуниусом Смиттом. Американец создал акционерную компанию для пароходной линии через Атлантику, заказал судно «Бритиш Куин», но фирма-строитель обанкротилась. В это время по проекту Брунеля построили «Great Western», также предназначавшейся для атлантических перевозок. Чтобы быть первым, Смит был вынужден зафрахтовать хоть какой-то пароход. Подвернулся «Сириус».
В исторический рейс «Сириус» вышел 4 апреля 1838 года под командованием бывшего офицера Королевского морского флота Ричарда Робертса. На борту 32 человека команды и 40 пассажиров (по другим данным 98). Пассажиры размещались в трех классах, со стоимостью проезда от 8 до 35 гиней. Запаса угля в 450 тонн для рейса не хватило и пришлось сжечь запасные снасти, спилить и пустить в котлы мачты, планшири, деревянный настил мостиков, поручни и мебель. Принято считать, что «Сириус» являлся первым обладателем условного приза «Голубая лента Атлантики». Тем не менее, всего через четыре часа рекорд был побит судном «Great Western», которое отправилось из порта в один день с «Сириусом», но из-за возникшего пожара на борту было вынуждено вернуться обратно и таким образом невольно дало «Сириусу» фору в трое суток и позволило ему стать первым в истории судном, перешедшим через Атлантику под паром.
В 1819 году на пути из Нового Света в Старый Атлантику уже пересекал американский корабль «Саванна», но на нём паровая машина была вспомогательным двигателем и большая часть плавания прошла под парусами.
Средняя скорость на переходе — 8,5 узла. Расход топлива — 1 тонна в час.
С 1 по 18 мая совершил обратный переход через Атлантику в Фалмут. Оставшуюся жизнь работал на линии Лондон — Корк.
Чтобы принять необходимое количество угля «Сириус» перегрузили, многие в порту утверждали, что хватит небольшого ветерка и судно перевернётся.
После этого плавания капитан Робертс получил под своё командование «Бритиш Куин», а затем «Президент», вместе с которым и погиб.
В 1847 году «Сириус» налетел в тумане на скалы, в заливе Балликоттон, в результате чего затонул.